# Pratt & Whitney R-1340 Wasp
O Pratt & Whitney R-1340 Wasp foi um motor aeronáutico giratório que foi amplamente utilizado em aeronaves norte-americanas de 1920 em diante. Foi o primeiro motor aeronáutico da Pratt & Whitney, sendo também o primeiro da famosa série de motores Wasp. Era de desenho em fileira única, com nove cilindros, radial e refrigerado a ar, com um deslocamento de 22 L; o diâmetro e o curso eram ambos (146 mm). Um total de 34.966 motores foram produzidos.
Além de ser utilizado em inúmeros tipos de aeronaves de asa fixa, foi também usado em helicópteros, tais como o Agusta-Bell AB.102 e o Sikorsky UH-19, além de uma classe de dirigíveis, a classe "K".
Em 2016, recebeu a designação de um grande passo histórico na engenharia pela Sociedade dos Engenheiros Mecânicos dos Estados Unidos.

## Variantes
Nota: R para Radial e 1340 para 1340 polegadas cúbicas de deslocamento.
R-1340-7450 hp (336 kW), 600 hp (447 kW)
R-1340-8425 hp (317 kW)
R-1340-9450 hp (336 kW), 525 hp (391 kW)
R-1340-16550 hp (410 kW)
R-1340-17525 hp (391 kW)
R-1340-19600 hp (447 kW)
R-1340-19F600 hp (447 kW)
R-1340-21G550 hp (410 kW)
R-1340-22550 hp (410 kW)
R-1340-23575 hp (429 kW)
R-1340-30550 hp (410 kW)
R-1340-31550 hp (410 kW)
R-1340-33600 hp (447 kW)
R-1340-48600 hp (447 kW)
R-1340-49600 hp (447 kW)
R-1340-AN1550 hp (410 kW), 600 hp (447 kW)
R-1340-AN2550 hp (410 kW), turboeixo
R-1340-B450 hp (336 kW)
R-1340-D500 hp (373 kW)
R-1340-S1D1525 hp (391 kW)
R-1340-S1H1-G550 hp (410 kW), 600 hp (447 kW)
R-1340-S3H1600 hp (447 kW)
R-1340-T1D1520 hp (388 kW)

## Aplicações
- Agusta-Bell AB.102
- Air Tractor AT-301
- Air Tractor AT-401
- Ayres Thrush
- Bach Air Yacht
- Boeing Model 40A
- Boeing 247
- Boeing F3B
- Boeing F4B
- Boeing P-12
- Boeing P-26 Peashooter
- Boeing P-29
- CAC Ceres
- CAC Wirraway
- Curtiss Falcon
- Curtiss F7C Seahawk
- Curtiss O-52
- Curtiss P-6S Hawk
- Curtiss SOC Seagull
- de Havilland Canada DHC-3 Otter
- Douglas Dolphin
- Fairchild FB-3
- Fokker F.10
- Fokker F.32
- Ford Trimotor
- Gee Bee R-1
- Gee Bee R-2 Super Sportster
- Gee Bee R 1/2 Super Sportster
- Gee Bee Z
- Gee Bee QED
- Grumman Mallard
- Grumman Ag Cat
- Howard DGA-6
- Ireland N-2C Neptune
- Junkers W 34
- Junkers Ju 52
- Knoll Aircraft Company KN-3[5]
- Kaman HH-43 Huskie
- Lockheed Vega 5
- Lockheed Model 8 Sirius
- Lockheed Model 9 Orion
- Lockheed Model 10-C & 10-E Electra
- Lockheed XC-35
- Loening OL-8
- Noorduyn Norseman
- North American BC-1

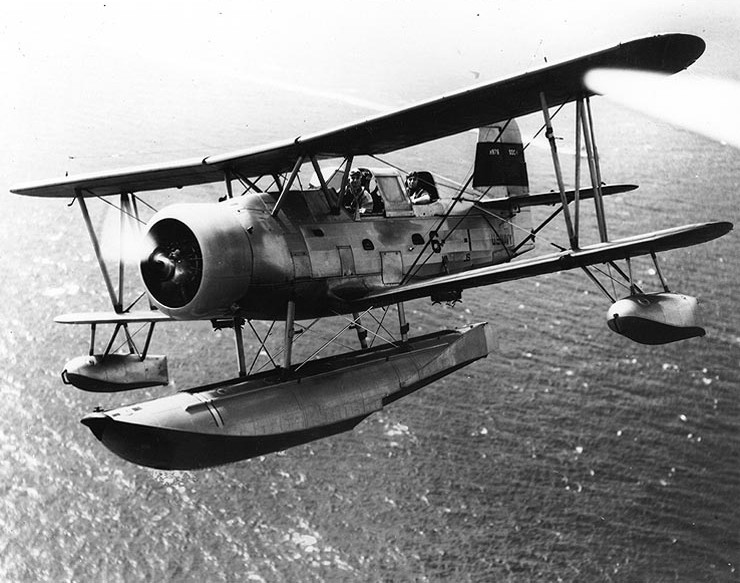
R-1340 utilizado em um Curtiss SOC Seagull

- North American T-6/SNJ Texan/Harvard
- Northrop Alpha
- Northrop C-19 Alpha
- Scottish Aviation Twin Pioneer
- Sikorsky UH-19
- Sikorsky S-38
- Thomas-Morse XP-13A Viper
- Vought O2U Corsair
- Wedell-Williams Model 45
- Westland Whirlwind (helicopter)

## Motores em exibição

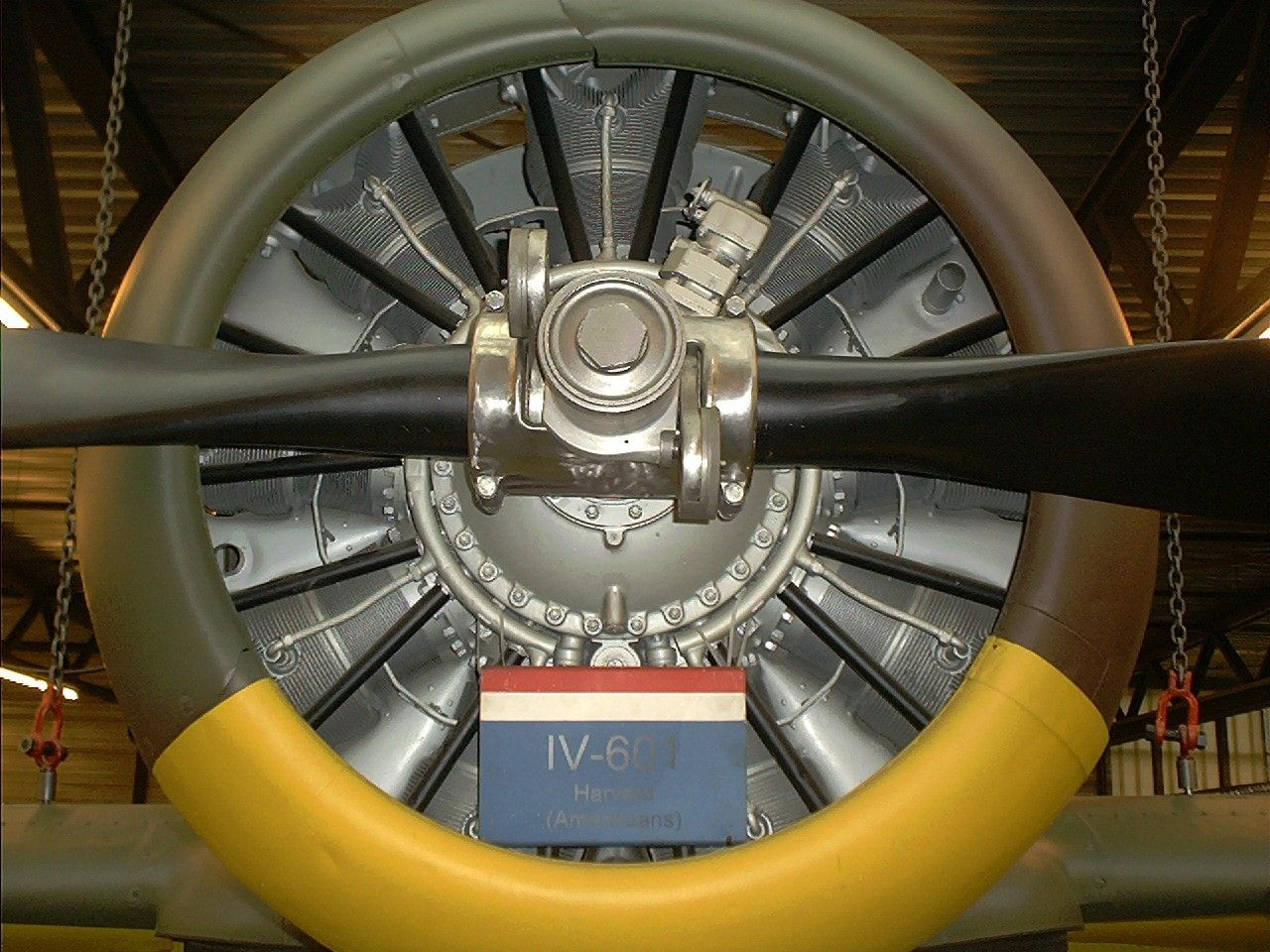
Pratt & Whitney R-1340 instalado em um T-6 Texan

- Existe um Wasp A e três Wasp C em exibição no New England Air Museum, no Aeroporto Internacional de Bradley, Windsor Locks, CT, Reino Unido.[6][7][8][9]